# Anthias helenensis
Anthias helenensis là một loài cá biển thuộc chi Anthias trong họ Cá mú. Loài này được mô tả lần đầu tiên vào năm 1986. Loài này được đặt theo tên của nơi tìm thấy nó, đảo Saint Helena.

## Phân bố và môi trường sống
A. helenensis có phạm vi phân bố giới hạn ở vùng biển Đông Đại Tây Dương. Loài này chỉ được tìm thấy duy nhất tại đảo Saint Helena, được biết đến qua 8 mẫu vật được thu thập ở độ sâu khá sâu, khoảng từ 163 đến 460 m.

## Mô tả
A. helenensis trưởng thành có kích thước lớn nhất là khoảng 18 cm. Thân thuôn dài, hình bầu dục. Ổ mắt lớn hơn phần mõm. Toàn thân và đầu có màu nâu sẫm của socola. Mỗi vảy trên thân đều có một chấm trắng. Ngoại trừ vây bụng hồng nhạt, các vây còn lại tiệp màu với thân. Đuôi xẻ thùy, chóp thùy nhọn. Vây bụng dài.
Số gai ở vây lưng: 10 (gai thứ 4 hoặc thứ 5 thường dài nhất); Số tia vây mềm ở vây lưng: 15; Số gai ở vây hậu môn: 3; Số tia vây mềm ở vây hậu môn: 7; Số tia vây mềm ở vây ngực: 19 - 21; Số vảy đường bên: 40 - 43; Số lược mang: 37 - 42; Số đốt sống: 26.
Thức ăn của A. helenensis có thể là các loài sinh vật phù du và động vật giáp xác.